# Berušica
Berušica je naseljeno mjesto u općini Gacko, Republika Srpska, BiH.

## Stanovništvo

### 1991.
Nacionalni sastav stanovništva 1991. godine, bio je sljedeći:
ukupno: 17
- Srbi - 17 (100%)

### 2013.
Nacionalni sastav stanovništva 2013. godine, bio je sljedeći:
ukupno: 14
- Srbi - 14 (100%)

## Vanjske poveznice
- Satelitska snimka[neaktivna poveznica]